# Stegonotus diehli
Stegonotus diehli — вид змій родини полозових (Colubridae). Ендемік Папуа Нової Гвінеї.

## Поширення і екологія
Stegonotus diehli відомі за кількома зразками, зібраними в провінції Маданг на північному сході Нової Гвінеї. Вони живуть у вологих тропічних лісах.